# دوغلاس تورنبول
السير دوغلاس ماثيو تورنبول هو بروفيسور علم الأعصاب بجامعة نيوكاسل، واستشاري فخري للأعصاب في صندوق مؤسسة الخدمات الصحية الوطنية لمستشفيات نيوكاسل أبون تاين [الإنجليزية]، ومُدير مركز ويلكوم ترست لأبحاث الميتوكوندريا.

## التعليم
تعلم دوغلاس تورنبول في جامعة نيوكاسل، حيث حصل منها على بكالوريوس الطب والجراحة. حصل فيما بعد على دكتور في الفلسفة لأبحاثه المستكشفة للاعتلالات الخلوية الميتوكندرية.

## الأبحاث
يبحث دوغلاس تورنبول في تقنيات تحسين حياة المرضى الذين يعانون من أمراض الميتوكوندريا. اعتبارًا من عام 2016، أشرف على 35 طالب دكتوراة ناجحًا لإكمالهم ويشرف حاليًا على 10 طلاب دكتوراة قيد التقدم. نُشرت الأكثر اقتباسًا في الدوريات العلمية الرائدة عالميًا والمُراجعة بالأقران مثل مجلة نيتشر، مجلة نيتشر جينتكس [الإنجليزية]، مجلة نيتشر ريفيوز جينتكس [الإنجليزية]، المجلة الأمريكية لجينات الإنسان [الإنجليزية]، مجلة الاستقصاءات السريرية [الإنجليزية].
مُولت أبحاثه عبر ويلكوم ترست، ومجلس بحوث التكنولوجيا الحيوية والعلوم البيولوجية [الإنجليزية] (اختصارًا BBSRC)، ومجلس البحوث الطبية (MRC).

## الجوائز والتكريمات
ألقى دوغلاس تورنبول محاضرة غولستونيان [الإنجليزية] في عام 1992، وحصل على جائزة جيان هنتر في عام 2003، وكلاهما من كلية الأطباء الملكية. انتخب زميلاً في أكاديمية العلوم الطبية عام 2004.
حصل دوغلاس تورنبول على لقب فارس في تكريمات عيد الميلاد 2016 [الإنجليزية]. ووفقًا لهيئة الإذاعة البريطانية، فقد مُنح لقب الفروسية بسبب ابتكاره تقنية رائدة في التلقيح الاصطناعي تمنع انتقال الاضطرابات الوراثية المعطلة إلى الأجيال القادمة. تستخدم هذه التقنية التبرع بالميتوكوندريا، المعروف أيضًا باسم «الأطفال من ثلاثة أشخاص».
حصل في عام 2020 على ميدالية بوكانان، وذلك لمساهماته البارزة في الطب الحيوي خصوصًا فيما يتعلق بأمراض الميتوكندريا، وأيضًا كيفية تطوير طريقة لمنع انتقالها. سيستلم الجائزة في اجتماعِ يوم الذكرى السنوية للجمعية الملكية المُوافق 30 نوفمبر 2020، حيث سيحصل على ميدالية فضية مُذهبة مع 2000 جنيه استرليني بريطاني.